# Physematium polystichoides
Physematium polystichoides là một loài dương xỉ trong họ Woodsiaceae. Loài này được D.C. Eaton Trevis. mô tả khoa học đầu tiên năm 1875.